# Dresden (Maine)
Dresden è un comune degli Stati Uniti d'America, situato nello Stato del Maine, nella contea di Lincoln.